# Entrerríos
Entrerríos es un municipio de Colombia, localizado en la subregión Norte del departamento de Antioquia. Limita por el norte con los municipio de Santa Rosa de Osos, por el este con Donmatías, por el sur con el municipio de San Pedro de los Milagros y por el oeste con Belmira. Este municipio cuenta con una serie de características que lo catalogan como uno de los municipios con mejor calidad de vida en Antioquia.

## Toponimia
Antes de ser nombrado Entrerríos, el distrito era llamado Don Diego, en homenaje a uno de los primeros pobladores, don Diego del Castillo. También ha sido llamado Mesopotamia. Su nombre actual se debe a que el municipio está situado entre dos ríos: El río Grande y El río Chico.

## Geografía
Está localizado en un valle ondulado atravesado por la Quebrada Torura. Entrerríos es rico en aguas frescas y posee un clima frío. Son famosos sus paisajes de diferentes tonalidades de verde y el Peñón de Entrerríos, un monolito de 72 metros de altura, similar al famoso Peñón de Guatapé situado en el municipio antioqueño de Guatapé, aunque más pequeño. Entrerríos es tradicionalmente tierra ganadera, con fincas que se pueden visitar para conocer el proceso de la producción de leche.

## División Político-Administrativa
Además de su Cabecera municipal. Entrerríos tiene bajo su jurisdicción las siguientes veredas (de acuerdo a la Gerencia departamental):
Rio Chico, Rio Grande, Yerbabuenal, El Peñol, Pio Xii, Las Brisas, El Filo, El Zancudo. Toruro, Tesorero, Progreso, El Porvenir.

## Historia
Antes de la llegada de los conquistadores españoles, fueron los indígenas Nutabes los pobladores de estos territorios y los circundantes, en las tierras comprendidas entre los ríos Cauca y Porce. Los Nutabes fueron belicosos, ágiles, diestros en el tejido del algodón y en la orfebrería.
Sobre el fundador o fundadores de Entrerríos existe confusión. 

## Demografía
Población Total: 11 159 hab. (2018)
- Población Urbana: 5 643
- Población Rural: 5 516

Alfabetismo: 92.1% (2005)
- Zona urbana: 94.4%
- Zona rural: 90.0%

### Etnografía
Según las cifras presentadas por el ánimo DANE del censo 2005, la composición etnográfica del municipio es: 
- Mestizos & Blancos (93,1%)
- Afrocolombianos (6,9%)

## Vías de comunicación
Se comunica por carretera con los municipios de Santa Rosa de Osos, Donmatías, San Pedro de los Milagros y Belmira, todas se encuentran pavimentadas.

## Economía
- Agricultura: Papa, Fríjol, Maíz, Ahuyama, Tomate de árbol
- Ganadería: Ganado Vacuno de Leche y Ceba, Ganado Porcino
- Lecherías bien desarrolladas
- Minería
- Industria: La confección de ropa, elaboración de parafina para velas y lácteos
- Generación Hidroeléctrica
- Industria de la Curtimbre del Cuero, muy significativa en este distrito.
- El Turismo, si bien no ha sido explotado por la alcaldía, a mediano plazo debería consolidarse, pues el municipio posee lugares muy atractivos a los turistas, y está a muy corta distancia de Medellín.
- En 2012 se terminó de construir en el Municipio la planta multinacional de industrias alimenticias ALPINA, ubicada en la vía hacia Don Matías), esta sumada a las ya existentes como Lácteos el Galán y la de Colanta especializada en Quesitos; hace que en el municipio esta sea una de las mayores fuentes de empleo.

## Religión

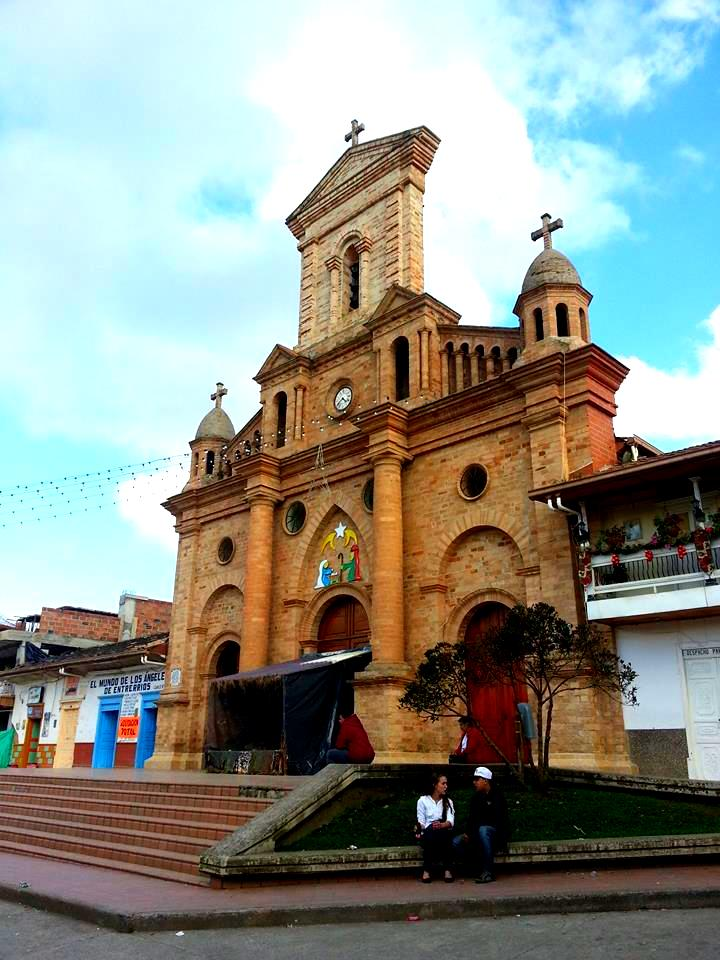
Templo de Nuestra Señora de los Dolores, Iglesia principal de Entrerríos

En el municipio prima el Catolicismo, dado que alrededor de un 90% de sus habitantes rinden culto a dicha Religión. El 10% restante rinden culto a otras denominaciones cristianas como los Testigos de Jehová, el Protestantismo entre otras. 

## Fiestas
- Las "Fiestas del Paisaje": Este es el evento más asistido y aclamado tanto por habitantes locales como por habitantes de otros municipios, este evento se destaca principalmente en sus espectáculos Musicales.
- Fiestas de la Virgen de los Dolores : En esta fiesta se destaca la multitudinaria procesión de motocicletas y carros, los cuales de esta forma rinden tributo a la Virgen de los Dolores
- Fiestas de la Virgen del Carmen en julio: Esta es la procesión más multitudinaria en vehículos  , dado que la Virgen del Carmen es declarada patrona de los conductores
- Aniversario del Municipio.

## Sitios de interés y patrimonio natural
Destinos campestres y ecológicos

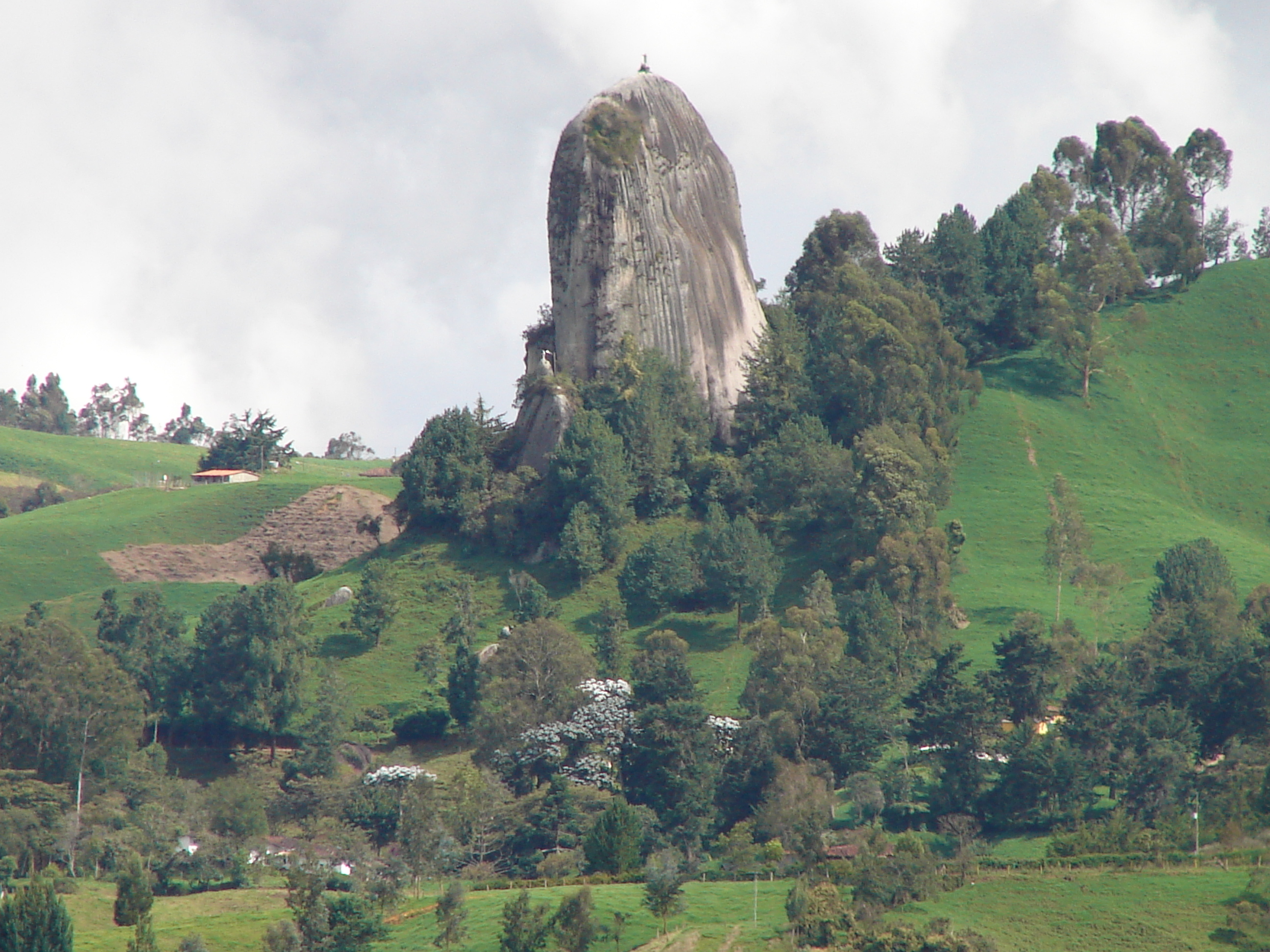
Monolito Peñón de Entrerríos.

- Monolito Peñón de Entrerríos, a solo 20 minutos de la cabecera municipal
- Embalse Riogrande II, se puede divisar desde diferentes lugares, y la sede cerrada con las oficinas, se encuentra en la vía hacia Donmatías.
- Quebrada Torura, para camping y pesca de trucha arco iris.
- Vereda Toruro, donde se encuentran hermosas fincas lecheras en la parte de inundación de la quebrada Torura., y algunas cascadas.
- Truchera el lago ubicada en la vereda Toruro, en la cual puedes realizar uno de los únicos viajes en globo aerostático que ofrece Antioquia.

Patrimonio histórico, artístico y arquitectónico
Entrerríos es cuna de Francisco de Paula Pérez, fundador del periódico El Colombiano, el de mayor circulación en Antioquia, y de Elkin Pérez Álvarez, destacado compositor y guitarrista condecorado a nivel nacional y reconocido internacionalmente.
En el Museo del Cuero, actualmente en funcionamiento, ubicado en la Casa de la Cultura se conservan 148 piezas utilizadas en la curtiembre artesanal del cuero, además de contener la historia de la Fábrica de Velas San Jorge, y la influencia de la tribu Nutabe en la región. 
Si bien Entrerríos no se caracteriza por una conservación uniforme de su patrimonio arquitectónico, son de resaltar las siguientes edificaciones:
- Iglesia de Nuestra Señora de los Dolores Se encuentran obras pictóricas al óleo del maestro Salvador Arango.

- Capillas del cementerio y del Colegio Santa Inés.

- Casa de la Cultura, donde hay una valiosa colección de 50 objetos en cerámica elaborados por los indígenas Nutabes y Catíos (Muestra Etnográfica)

- Casa natal de Francisco de Paula Pérez, el fundador del periódico El Colombiano.